# Pseudocrenilabrus multicolor
Pseudocrenilabrus multicolor kaldes også lille mundruger, tilhører gruppen af mundrugende cichlider (Cichlidae). 
P. Multicolor lever i tropisk ferskvand i store dele af Østafrika, og har i mange år været en populær akvariefisk, både pga. dens ringe krav til omgivelserne og dens interessante yngleadfærd.
Under parringslegen lægger hunnen omkring 50 æg, som befrugtes af hannen umiddelbart efter. De befrugtede æg tages derefter i munden af hunnen, som har æggene i munden i op til fjorten dage efter. 
Når ungerne er klækket, lukker hunnen ungerne ud af munden. Ungerne opholder sig i de næste par dage tæt ved moderen, og ved ethvert signal om fare, svømmer alle ungerne hurtigt ind i moderens mund igen.